# Жетыжал
Жетыжал (каз. Жетіжал, до 199? г. — Энгельс) — село в Коксуском районе Жетысуской области Казахстана. Входит в состав Муканшинского сельского округа. Код КАТО — 194849200.

## Население
В 1999 году население села составляло 1039 человек (524 мужчины и 515 женщин). По данным переписи 2009 года, в селе проживали 873 человека (435 мужчин и 438 женщин).